# Les Valls Catalanes del Tec i del Ter
Amb el nom de Les Valls Catalanes del Tec i del Ter es coneix l'agrupació AECT País d'Art i d'Història Transfronterer Les Valls Catalanes del Tec i del Ter, que és un organisme de cooperació transfronterera creat el 28 de gener del 2015 per part dels diferents municipis d'aquestes dues valls que es troben a banda i banda de la frontera: la vall del riu Tec al nord (comarca del Vallespir) i la vall del riu Ter al sud (comarca del Ripollès). També formen part de l'organisme les administracions superiors corresponents.

## Els seus membres

### Del costat nord
- Ministère de la Culture et de la Communication.
- Direction Régional des Affaires Culturelles Languedoc-Roussillon (Regió Languedoc-Roussillon, fusionada d'ençà 2014 a la macroregió dita Regió Occitània).
- Conseil Régional du Languedoc-Roussillon (ara a la Regió Occitània).
- Consell Departemental dels Pirineus Orientals (Catalunya Nord).
- Communauté de Communes du Haut Vallespir (mancomunitat dels municipis següents: Els Banys i Palaldà, Arles de Tec, La Bastida, Corsaví, Costoja, La Menera, Montboló, Montferrer, Prats de Molló i La Presta, Sant Llorenç de Cerdans, Sant Marçal, Serrallonga, Teulís i El Tec).
- Communauté de Communes du Vallespir (mancomunitat dels municipis: L'Albera, El Voló, Les Cluses, Ceret, Morellàs i les Illes, El Pertús, Reiners, Sant Joan Pla de Corts, Tellet i Vivers).
- Ajuntaments de L'Albera, Les Cluses, i El Pertús.
- Casa de la Generalitat de Perpinyà.
- Le Pays Pyrénées-Méditerranée (mancomunitat que reagrupa 58 municipis nord-catalans el més gran dels quals és Argelers de la Marenda).[2]

### Del costat sud
- Ajuntaments de Camprodon, Llanars, Molló, Sant Joan de les Abadesses, Sant Pau de Segúries, Setcases, i Vilallonga de Ter.
- Mancomunitat de la Vall de Camprodon (formada per 6 municipis: tots els anteriors, excepte Sant Joan de les Abadesses).[3]
- Generalitat de Catalunya.

## Règim jurídic i funcionament
El distintiu “Villes et Pays d'Art et d'Histoire” és una apel·lació francesa atribuïda pel Ministre de Cultura als territoris o municipis amb patrimoni arquitectònic i cultural que es comprometen a tirar endavant una gestió activa de conservació i divulgació. En aquest cas, a través de la cooperació transfronterera, és el primer cop que es reconeix a nivell europeu una tal apel·lació d'especificitat.
Per tal de poder tirar endavant els projectes comuns relatius a aquesta apel·lació, els municipis implicats van optar a crear una agrupació europea de cooperació territorial (AETC) –en francès, Groupement européen de coopération territoriale (GECT)– i així disposar d'un organisme comú amb personalitat jurídica pròpia reconeguda pel dret europeu.
L'Agrupació té la seu oficial al municipi vallespirenc de Prats de Molló i La Presta, i el dret aplicable en cas de desacords és el francès. Les llengües de treball són el francès, el castellà i el català. I els seus òrgans de funcionament són una Assemblea, formada pels representants dels municipis implicats; el President, elegit per l'Assemblea, és alternativament d'un costat de la frontera i de l'altre, i està assistit per un secretariat; la Comissió de Coordinació, que es reuneix un cop cada dos anys i està formada per representats de totes les institucions associades; i el Comitè Científic i Tècnic, que es limita a fer propostes i reflexions tècniques entorn dels projectes en estudi.